# Eucereon intranotatum
Eucereon intranotatum är en fjärilsart som beskrevs av Paul Dognin 1900. Eucereon intranotatum ingår i släktet Eucereon och familjen björnspinnare. Inga underarter finns listade i Catalogue of Life.